# Abbazia di San Caprasio

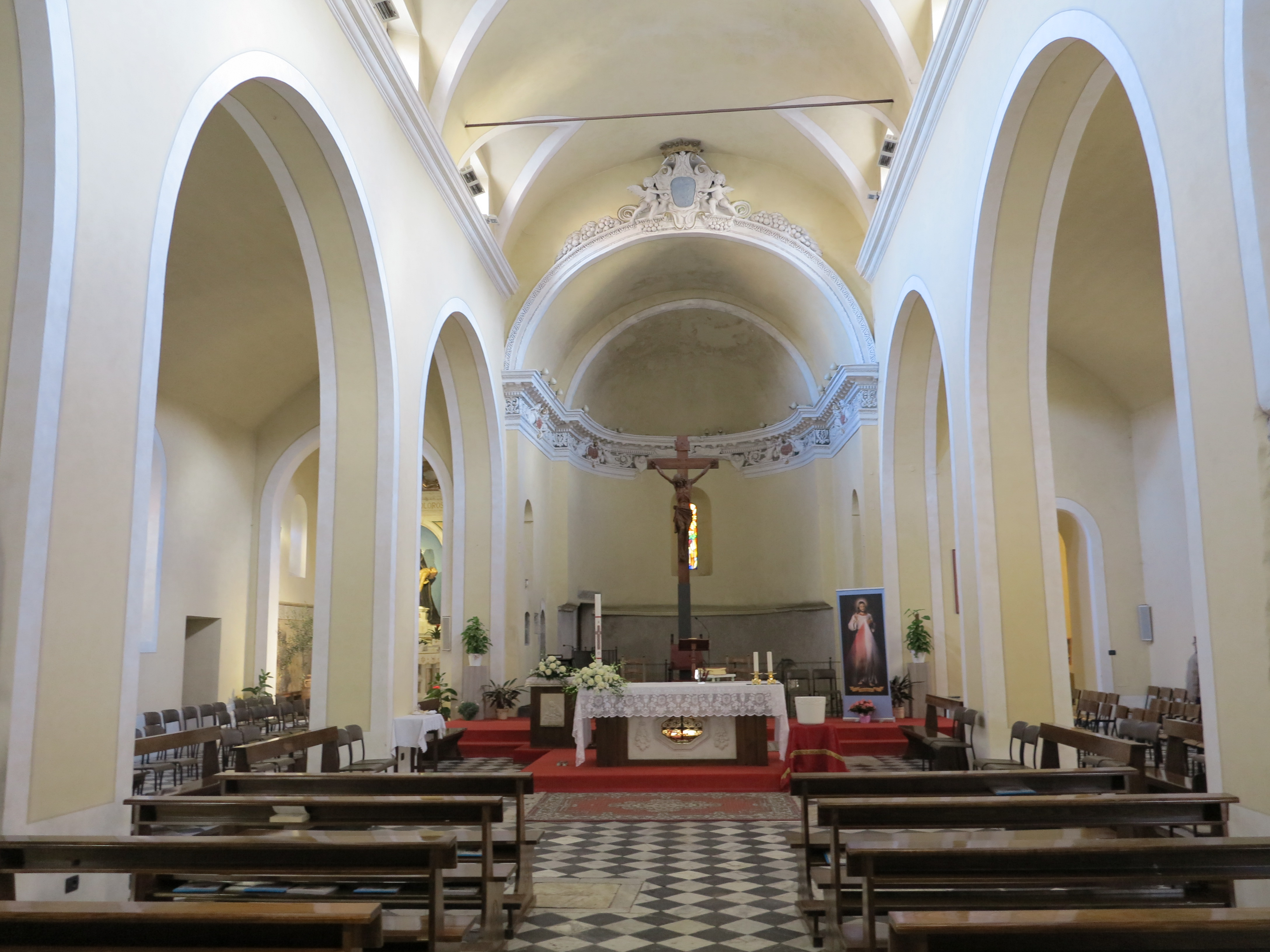
Interno

L'abbazia di San Caprasio è un edificio di culto cattolico situato in piazza Abbazia ad Aulla, in provincia di Massa-Carrara. La chiesa è sede della parrocchia omonima del vicariato di Aulla della diocesi di Massa Carrara-Pontremoli.

## Storia e descrizione
La chiesa, pertinente al monastero, fu fondata nell'884 dal marchese di Toscana Adalberto I e dedicata a Santa Maria Assunta. Dal 1050 risulta dedicata (unico caso in Toscana) a Caprasio, santo eremita delle isole di Lerino (in francese, îles de Lérins) nella costa provenzale.
L'edificio ha subito nel tempo profonde alterazioni: della struttura primitiva del IX-X secolo rimangono l'abside semicircolare e un frammento di pietra scolpito a motivi vegetali. Del monastero restano, inglobati nella canonica, tre pilastri circolari con capitello depresso che sostenevano le coperture del piccolo chiostro.
All'interno dell'abside sono state rinvenute le fondazioni di due chiese dell'VIII e del IX secolo. L'abside, attualmente visibile in elevato, risale al X secolo.
Nei locali della canonica è stata scoperta e messa in vista la grande sala capitolare del monastero, dove è allestito il Museo di San Caprasio con reperti archeologici di epoca romana, alto e tardo medioevale e con la ricostruzione delle figure del pellegrino, del monaco, dell'abate.
Di notevole qualità sono i marmi altomedievali ed i capitelli in pietra dei secoli XII-XIII, uno dei quali, con figure di draghi, è attribuito allo scultore padano Oberto Ferlendi.
Gli scavi archeologici nel tempio di san Caprasio hanno confermato la tradizione popolare della presenza della tomba del Santo: è all'interno di una monumentale tomba, sigillata tra il 1000 e il 1050, contenente un reliquiario in stucco con le sue reliquie.

Tutta l'area presbiteriale è stata scavata ed è visitabile: oltre alla monumentale tomba del Santo sono visibili i resti di una chiesa del VII secolo Inoltre è visibile l'edificio fondato nell'884, con un interessante pavimento in marmo, realizzato con marmi romani di recupero, tra i quali un'epigrafe del I secolo a.C.
Dopo l'ultimo conflitto mondiale, che aveva arrecato molti danni alle strutture, è stata avviata una serie di opere di restauro che hanno restituito la chiesa a tre navate. 

Il campanile ospita un concerto di 5 campane intonate in Fa#3 maggiore, fuse dalla fonderia Capanni a Castelnovo ne' Monti.